# Гуарам III од Иберије
Гуарам III, члан Гуарамидске династије, био је председавајући принц Иберије (Картли, источна Грузија) од 693. до 748. године.
Византија му је доделила титулу куропалат, и на тај начин, мора да је наследео свог оца, или деду Гуарама II, непосредно пред 693. годину, односно пре него поново оживљава Калифат којег Византици беху свргнули из кавкаског региона.  Једна хроника из око 800. године помиње и кнезове Арчила, Михру и синове Јована и Џуаншера, али ни за једног од њих није утврђено да су били председавајући принчеви Иберије. Гуарам III је имао сина Гуарама (или Гургена) и две кћерке непозната имена. Једна од њих се удала за хосроидског принца Арчила, а друга за багратидског принца Васака. Његов син Гуарам/Гурген оженио се нерсианидском принцезом, ћерком Адарназа III.